# Gorišče (optika)
Goríšče (tudi fókus ali žaríšče) je v optiki točka v kateri se zberejo žarki, ki so prvotno vzporedni optični osi leče, zrcala ali odbojnemu delu antene. Čeprav je teoretično gorišče točka, je v resnici ta točka precej razmazana zaradi aberacije oziroma optičnih napak, ki jih optične naprave vsebujejo.